# 59-16輕型坦克
59-16輕型坦克是中華人民共和國於1950年代提出研發的一种16吨级輕型坦克方案，该方案被终止從未量产列装。

## 发展史
1956年中國人民解放軍考虑东南沿海地区作战需要，提出了自行研制轻型坦克的计划。之后，由北京工业学院（即北京理工大学）提出研制16吨级轻型坦克的设想，更多的考虑地形通过性。1958年6月设计任务正式下达，研发代号“59-16”（意思是“1959年建国十周年献礼工程的16吨轻型坦克方案”）。1958年8月1日“八一”科技成果展览会上59-16坦克模型展出，设计方案通过评审会之后被定为国家项目，是冠以“131”名称的研发计划最初两个设计方案之一。由北京工业学院负责设计底盘部分，哈尔滨军事工程学院负责设计炮塔战斗部，完成总体设计后由哈尔滨第一机器制造厂 (674厂)、吉林柴油机厂 (636厂) 负责试制。
按照其設計方案，這款坦克的重量在16公噸左右，发动机横置，液力传动，液压助力操纵，行走部是小负重轮+托带轮的形式，铸造炮塔，红外夜视仪，裝備一門76毫米口径坦克炮，采用较多新技术。在后续设计中完善了方案，图纸的修改持续到1959年1月。之后又下令液力传动、液压助力操纵改成机械式设计。 但因爲這款坦克只有16吨的原因裝甲過於薄弱，而且设计方案技术也不成熟，很多新的部件设计超过当时中国的工业技术水平，特别是发动机存在技术问题难以解决，故59-16坦克的設計方案于1959年5月被终止。